# WHOIS
WHOIS је сервис нивоа апликације ОСИ модела рачунасрке мреже. Овај мрежни протокол користи ТЦП порт 43. Његова основна примена је добијање података о регистрацији власништва интернет домена, ИП-адресе и аутономних система траженог домена.
Протокол подразумева архитектуру "клијент-сервер" и користи се за приступ базама јавних сервера који садрже записе о ИП адресама и регистрантима домена. Тренутна верзија протокола је описана је у РФЦ 3912. Најчешће, WHOIS клијент је имплементиран као конзолни сервис. Међутим, пошто многим корисницима командна линија није недоступна или је комлипкована за рад, на многим сајтовима на интернету постоје онлајн сервис. Поред тога, постоје и WHOIS клијент ГУИ.
У почетку, WHOIS сервис је да омогућио администраторима да траже контакт информације о другим администраторима, ИП-адресама или именима домена.

## Централизовани и дистрибуирани модел
Базе података са WHOIS -интерфејсом су централизоване или дистрибуиране.
Код централизованог модела, један WHOIS сервер садржи комплетну базу података и одговара на захтеве за све регистроване домене. Према овој шеми изграђен је WHOIS-сервер за домене .орг и .ру.
Код дистрибуираног модела, централна WHOIS сервер не садржи комплетну базу података и преусмерава корисника на дистрибуиране WHOIS сервере који садрже податке и одговарају на зајтев клијента. Према овој шеми ради домен .цом. Када WHOIS клијент "зна" како препознати такву преусмеравање, он тражи одговарајући периферни WHOIS-сервер, у супротном корисник мора да то уради сам. 

## Документа о стандардима
- 812 — NICNAME/WHOIS (1982, застарело)
- 954 — NICNAME/WHOIS (1985, застарело)
- 3912 — WHOIS спецификација протокола (2004, тренутни)

## Интернационализација протокола
У почетку, WHOIS протокол је створен без подршке за више језика (ASCIIкод знакова) и сам по себи не регулише стандардно кодирање захтева клијената и одговоре сервера. Да би се избегла ову неизвесност, нарочито у случају домена и подручја националне језика тренутно се Јуникод користи алгоритам кодирања.